# Seelbach (Siegen)

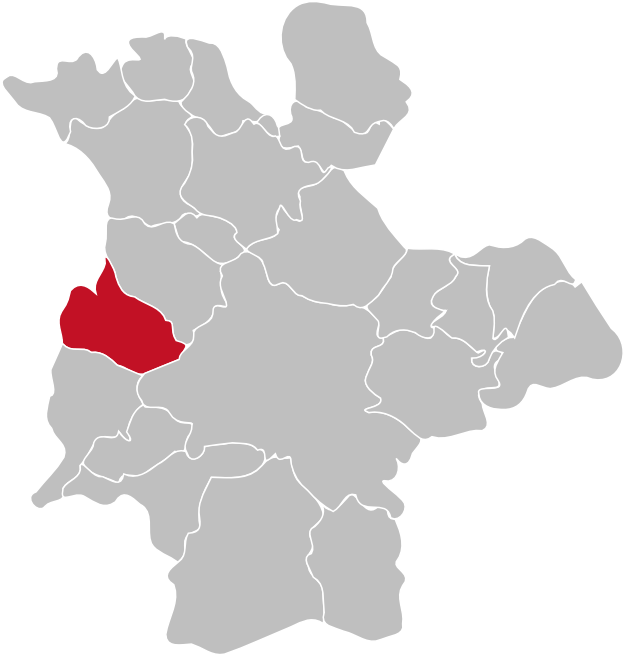
Os bairros da cidade de Siegen e a localização de Seelbach (em vermelho)

Seelbach é um bairro (Stadtteil) da cidade de Siegen, na Alemanha. Ele se localiza no vale do Alche, um afluente do rio Sieg. No território de Seelbach, dois riachos, o Rabelsbach e o Lederbach, deságuam no Alche.
O mais antigo documento a mencionar Seelbach - então uma aldeia independente - data de 1266. Antes da reforma territorial de 1° de julho de 1966, Seelbach pertenceu à associação de municípios independentes (Amt) de Weidenau. Com a reforma, a localidade foi incorporada à cidade de Siegen.
O bairro pertence ao distrito municipal (Stadtbezirk) VI (Oeste) da cidade de Siegen e faz fronteira com as seguintes localidades: ao norte, com o bairro de Trupbach; a leste, com o centro de Siegen (mais precisamente, com a localidade de Achenbach); ao sul, com o bairro de Oberschelden e com a cidade de Freudenberg. Seelbach contava com uma população de 2 186 habitantes em 31 de dezembro de 2015.